# Lekkoatletyka na Letnich Igrzyskach Olimpijskich 1956 – bieg na 110 m przez płotki mężczyzn
Bieg na 110 metrów przez płotki mężczyzn podczas XVI Letnich Igrzysk Olimpijskich w Melbourne rozegrano 27 (eliminacje) i 28 listopada 1956 (półfinały i finał) na stadionie Melbourne Cricket Ground. Zwycięzcą został reprezentant Stanów Zjednoczonych Lee Calhoun, który  w finale ustanowił rekord olimpijski uzyskując czas 13,5 s.

## Rekordy

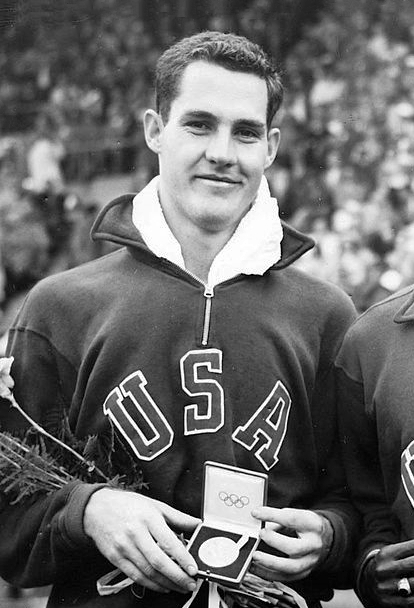
Jack Davis

|                   | Zawodnik         | Narodowość        | Czas | Data                 | Miejsce     |
| ----------------- | ---------------- | ----------------- | ---- | -------------------- | ----------- |
| Rekord świata     | Jack Davis       | Stany Zjednoczone | 13,4 | 22 czerwca 1956(dts) | Bakersfield |
| Rekord olimpijski | Harrison Dillard | Stany Zjednoczone | 13,7 | 24 lipca 1952(dts)   | Helsinki    |
| Rekord olimpijski | Jack Davis       | Stany Zjednoczone | 13,7 | 24 lipca 1952(dts)   | Helsinki    |

## Wyniki
| Poz. – pozycja |
| – rekord świata \| – rekord krajowy \| – rekord życiowy \| = – wyrównany rekord życiowy \| · – najlepszy wynik w sezonie \| = – wyrównany najlepszy wynik w sezonie \| – rekord olimpijski |
| Fn – falstart \| DNF – nie ukończył \| DNS – nie wystartował \| DSQ – zdyskwalifikowany |

### Eliminacje
Rozegrano cztery biegi eliminacyjne. Do półfinałów awansowało po trzech najlepszych zawodników z każdego biegu (Q).

#### Bieg 1
Wiatr: 0,0 m/s
| Poz. | Zawodnik          | Narodowość        | Rezultat | Uwagi |
| ---- | ----------------- | ----------------- | -------- | ----- |
| 1    | Jack Davis        | Stany Zjednoczone | 14,17    | Q     |
| 2    | Edmond Roudnitska | Francja           | 14,49    | Q, =  |
| 3    | Ghulam Raziq      | Pakistan          | 14,65    | Q     |
| 4    | Eamonn Kinsella   | Irlandia          | 14,66    |       |
| 5    | Ken Doubleday     | Australia         | 14,98    |       |
| 6    | Guillermo Zapata  | Kolumbia          | 15,58    |       |
| –    | Amadeo Francis    | Portoryko         | DNS      |       |

#### Bieg 2
Wiatr: –3,0 m/s
| Poz. | Zawodnik            | Narodowość        | Rezultat | Uwagi |
| ---- | ------------------- | ----------------- | -------- | ----- |
| 1    | Lee Calhoun         | Stany Zjednoczone | 14,36    | Q     |
| 2    | Stanko Lorger       | Jugosławia        | 14,75    | Q     |
| 3    | Jean-Claude Bernard | Francja           | 14,88    | Q     |
| 4    | Jack Parker         | Wielka Brytania   | 15,00    |       |
| 5    | John Chittick       | Australia         | 15,18    |       |
| 6    | Kalim Khawaja Ghani | Pakistan          | 16,32    |       |

#### Bieg 3
Wiatr: –0,7 m/s
| Poz. | Zawodnik           | Narodowość        | Rezultat | Uwagi |
| ---- | ------------------ | ----------------- | -------- | ----- |
| 1    | Joel Shankle       | Stany Zjednoczone | 14,20    | Q     |
| 2    | Bert Steines       | Niemcy            | 14,59    | Q     |
| 3    | Danie Burger       | Południowa Afryka | 14,59    | Q     |
| 4    | Anatolij Michajłow | ZSRR              | 14,63    |       |
| 5    | Keith Gardner      | Jamajka           | 14,65    |       |
| 6    | Bob Joyce          | Australia         | 15,02    |       |

#### Bieg 4
Wiatr: –0,5 m/s
| Poz. | Zawodnik          | Narodowość      | Rezultat | Uwagi |
| ---- | ----------------- | --------------- | -------- | ----- |
| 1    | Martin Lauer      | Niemcy          | 14,41    | Q     |
| 2    | Evaristo Iglesias | Kuba            | 14,52    | Q     |
| 3    | Boris Stolarow    | ZSRR            | 14,54    | Q     |
| 4    | Peter Hildreth    | Wielka Brytania | 14,68    |       |
| 5    | Joanis Kambadelis | Grecja          | 15,28    |       |
| 6    | Sri Chand Ram     | Indie           | 15,40    |       |

### Półfinały
Rozegrano dwa biegi półfinałowe. Do finału awansowało po trzech najlepszych zawodników z każdego biegu.

#### Bieg 1
Wiatr: –2,5 m/s
| Poz. | Zawodnik          | Narodowość        | Rezultat | Uwagi |
| ---- | ----------------- | ----------------- | -------- | ----- |
| 1    | Jack Davis        | Stany Zjednoczone | 14,28    | Q     |
| 2    | Martin Lauer      | Niemcy            | 14,57    | Q     |
| 3    | Stanko Lorger     | Jugosławia        | 14,73    | Q     |
| 4    | Evaristo Iglesias | Kuba              | 14,73    |       |
| 5    | Edmond Roudnitska | Francja           | 14,87    |       |
| 6    | Danie Burger      | Południowa Afryka | 14,95    |       |

#### Bieg 2
Wiatr: –1,9 m/s
| Poz. | Zawodnik            | Narodowość        | Rezultat | Uwagi |
| ---- | ------------------- | ----------------- | -------- | ----- |
| 1    | Lee Calhoun         | Stany Zjednoczone | 14,18    | Q     |
| 2    | Joel Shankle        | Stany Zjednoczone | 14,23    | Q     |
| 3    | Boris Stolarow      | ZSRR              | 14,54    | Q     |
| 4    | Bert Steines        | Niemcy            | 14,70    |       |
| 5    | Ghulam Raziq        | Pakistan          | 14,74    |       |
| 6    | Jean-Claude Bernard | Francja           | 14,78    |       |

### Finał
Wiatr: –1,9 m/s
| Poz. | Zawodnik       | Narodowość        | Rezultat | Uwagi |
| ---- | -------------- | ----------------- | -------- | ----- |
| 1    | Lee Calhoun    | Stany Zjednoczone | 13,70    | [ 1 ] |
| 2    | Jack Davis     | Stany Zjednoczone | 13,73    | [ 1 ] |
| 3    | Joel Shankle   | Stany Zjednoczone | 14,25    |       |
| 4    | Martin Lauer   | Niemcy            | 14,67    |       |
| 5    | Stanko Lorger  | Jugosławia        | 14,68    |       |
| 6    | Boris Stolarow | ZSRR              | 14,71    |       |